# Gymnopilus magnificus
Gymnopilus magnificus là một loài nấm thuộc họ Cortinariaceae. Nó được mô tả lần đầu tiên vào năm 1986 bởi các nhà nấm học người México Gastón Guzmán và Lara Guzmán-Dávalos.